# Peugeot 508 II

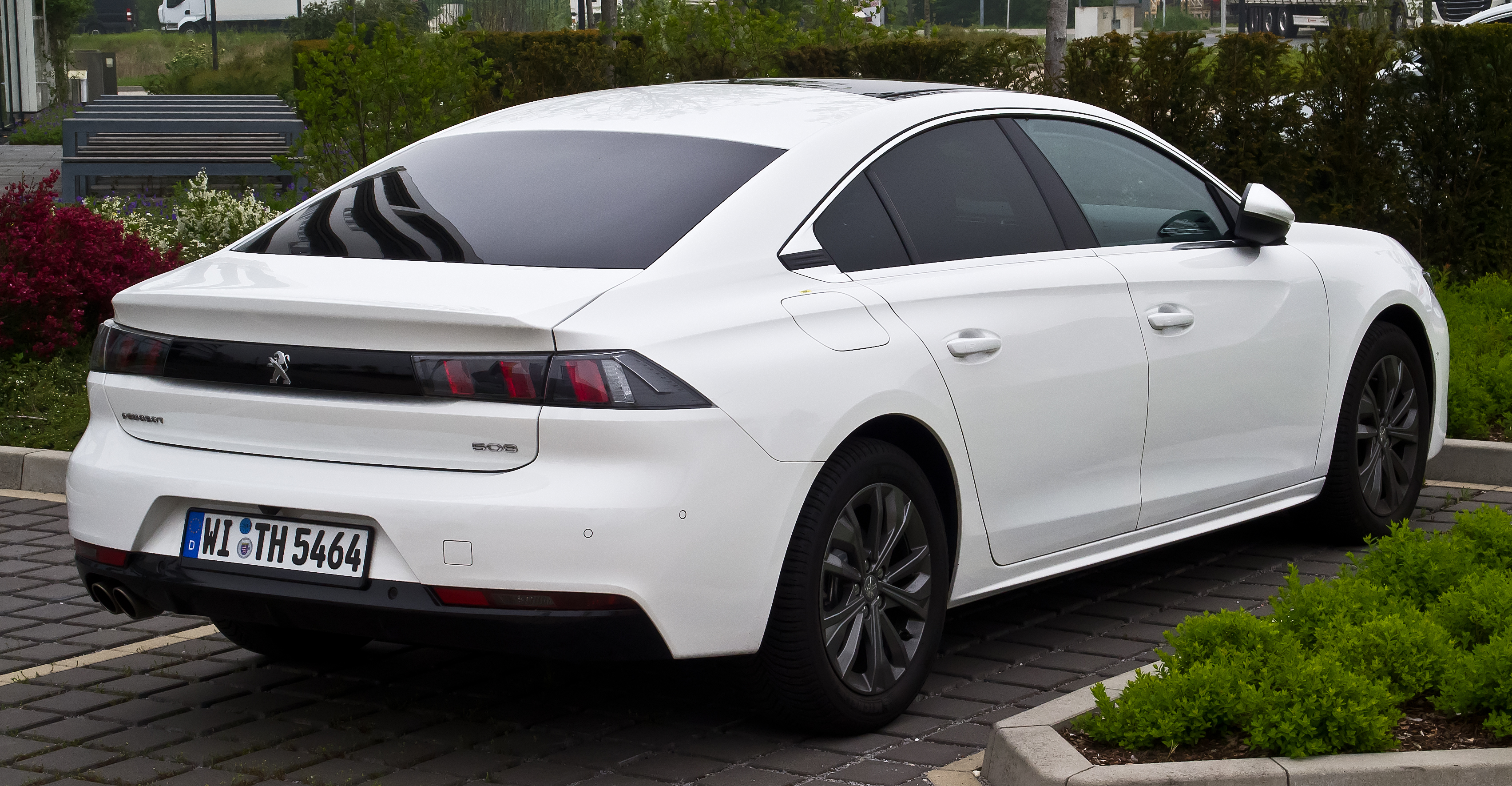
Peugeot 508, Heckansicht

Der Peugeot 508 II ist ein Pkw der Mittelklasse des französischen Automobilherstellers Peugeot und das Nachfolgemodell des Peugeot 508 I. Das Fahrzeug wurde als Kombilimousine auf dem Genfer Auto-Salon im März 2018 vorgestellt und wurde ab Herbst 2018 verkauft. Eine Kombi- und eine Plug-in-Hybrid-Version wurde auf dem Pariser Autosalon im Oktober 2018 präsentiert. Eine überarbeitete Version der Baureihe debütierte im Februar 2023. Im Mai 2025 wurde die Produktion des 508 eingestellt.

## Geschichte
Bereits auf der Beijing Auto Show im April 2014 zeigte Peugeot mit dem Konzeptfahrzeug Exalt einen ersten Ausblick auf ein zukünftiges Fahrzeug der Mittelklasse.
Erste Bilder des Serienmodells zeigte Peugeot am 22. Februar 2018. Öffentlichkeitspremiere hatte die Kombilimousine auf dem 88. Genfer Auto-Salon im März 2018. Die Markteinführung fand im Oktober 2018 statt. Gebaut wurde das Fahrzeug im französischen Mülhausen und im chinesischen Wuhan.
Im Vergleich zum Vorgängermodell ist der 508 II acht Zentimeter kürzer und sechs Zentimeter flacher. Außerdem wurde der Wagen nicht mehr als Stufenheck-Limousine, sondern mit einem Fließheck gebaut und hat nun rahmenlose Seitenscheiben. Damit folgte Peugeot wie auch Opel mit dem Insignia B oder Volkswagen mit dem Arteon dem Trend, Stufenheck-Modelle durch sogenannte viertürige Coupés zu ersetzen.
Erste Bilder der Kombiversion 508 SW veröffentlichte Peugeot am 6. Juni 2018. Messepremiere hatte das Fahrzeug auf dem Pariser Autosalon im Oktober 2018. Ab Juni 2019 wurden die Kombi-Modelle ausgeliefert.

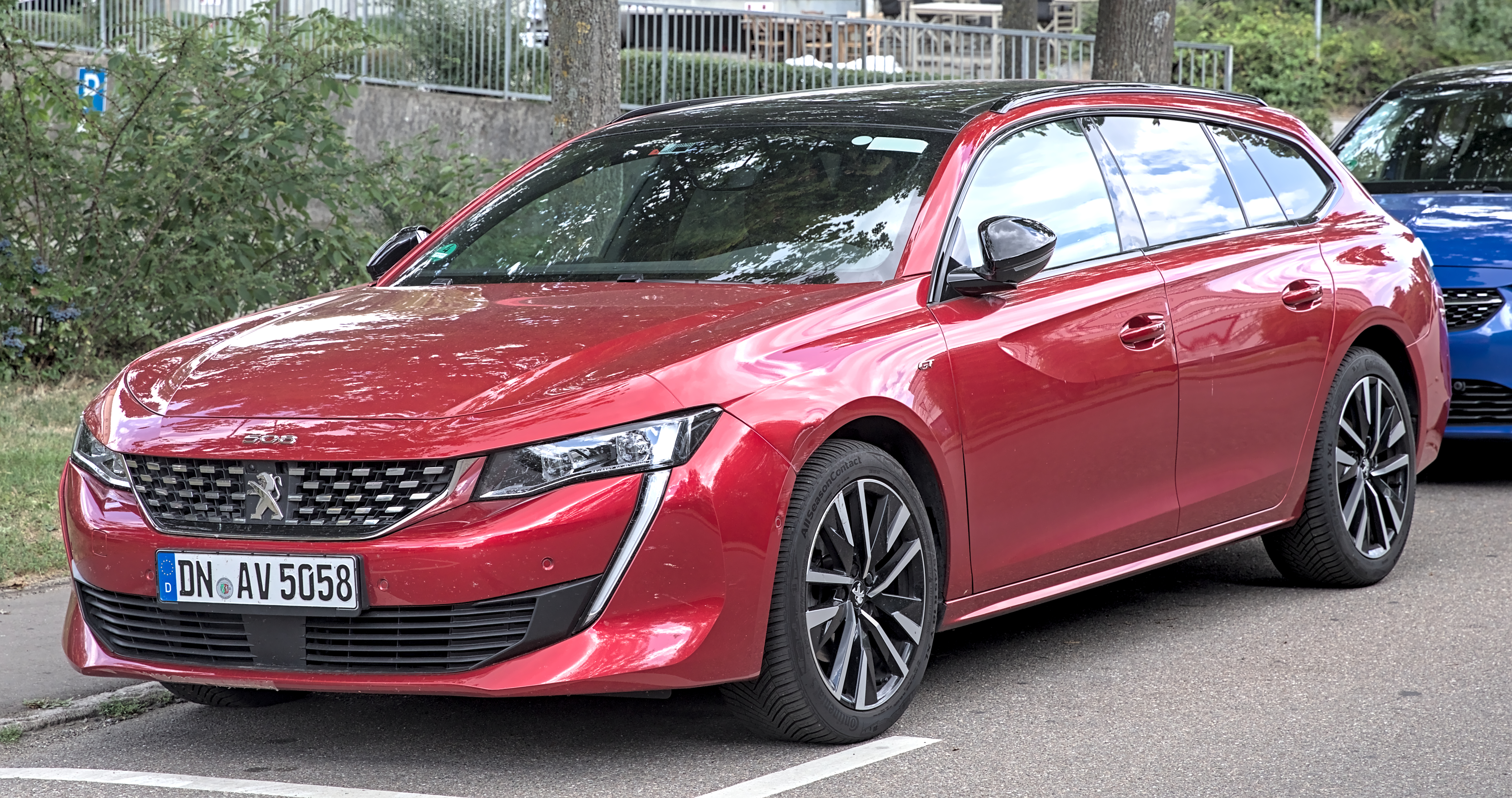
Peugeot 508 SW (2019–2023)
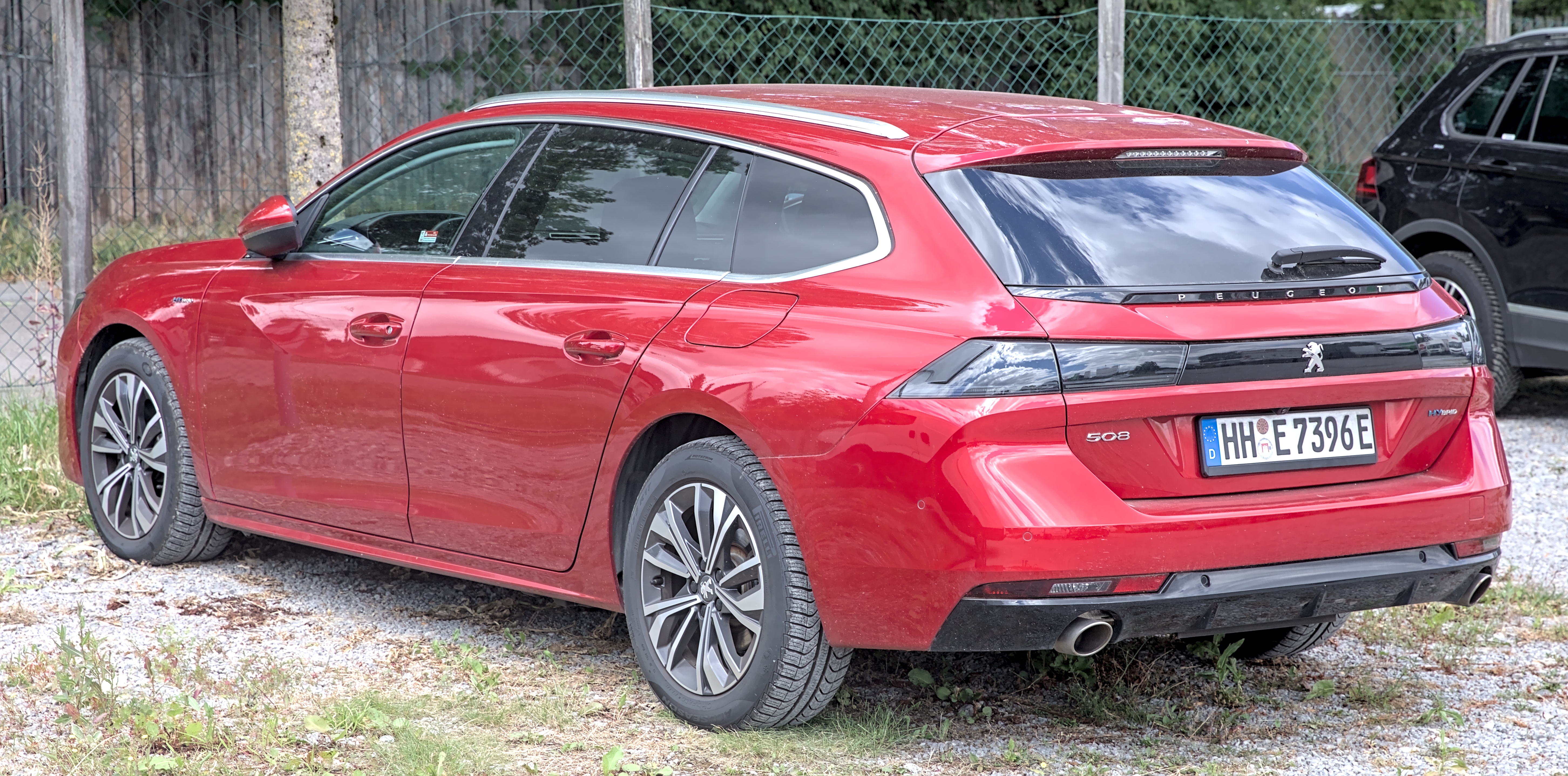
Peugeot 508 SW, Heckansicht
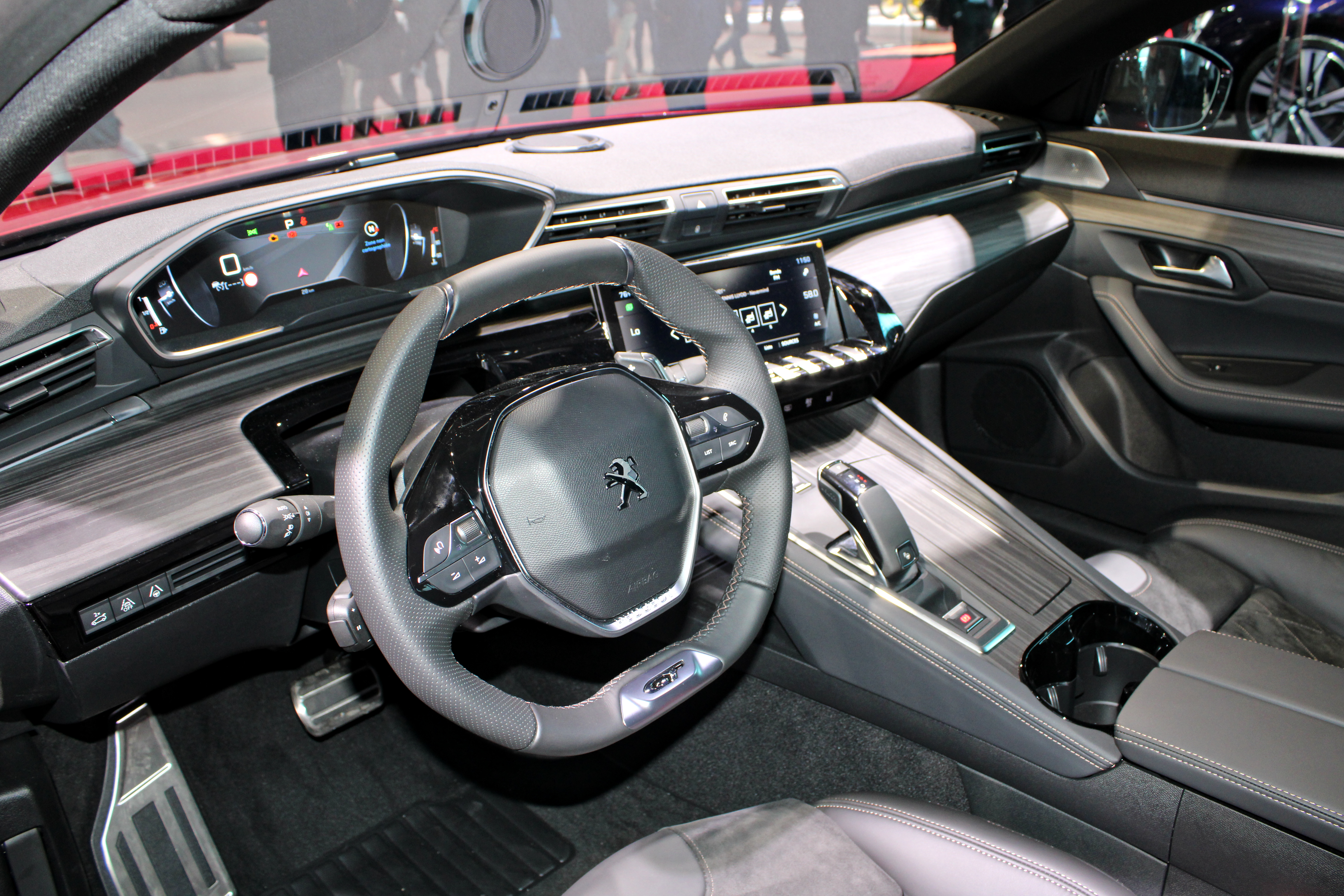
Innenansicht

Bilder einer überarbeiteten Version des 508 veröffentlichte Peugeot am 24. Februar 2023. Sie war ab April 2023 bestellbar und kam im Juni 2023 auf den Markt.

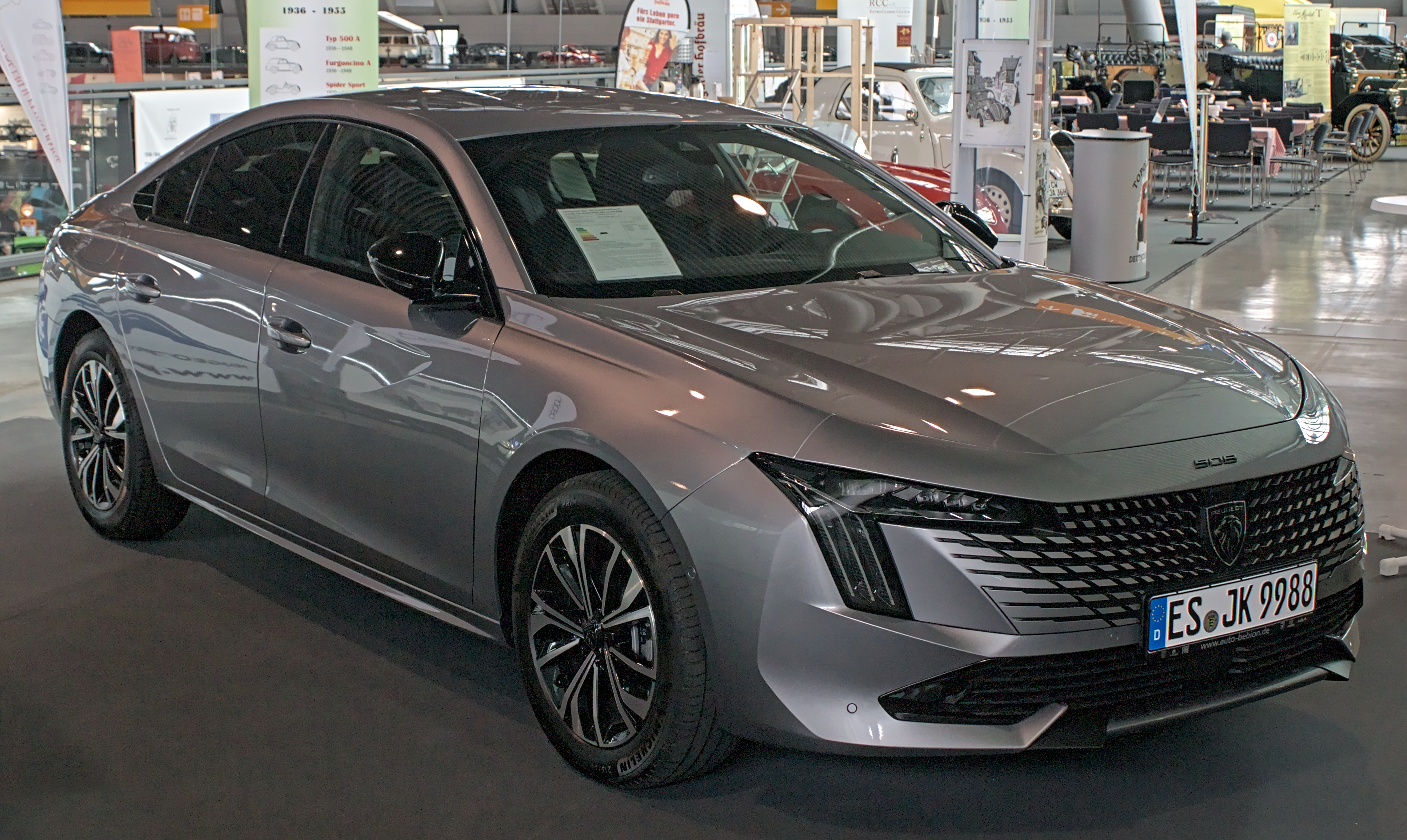
Peugeot 508 (2023–2025)
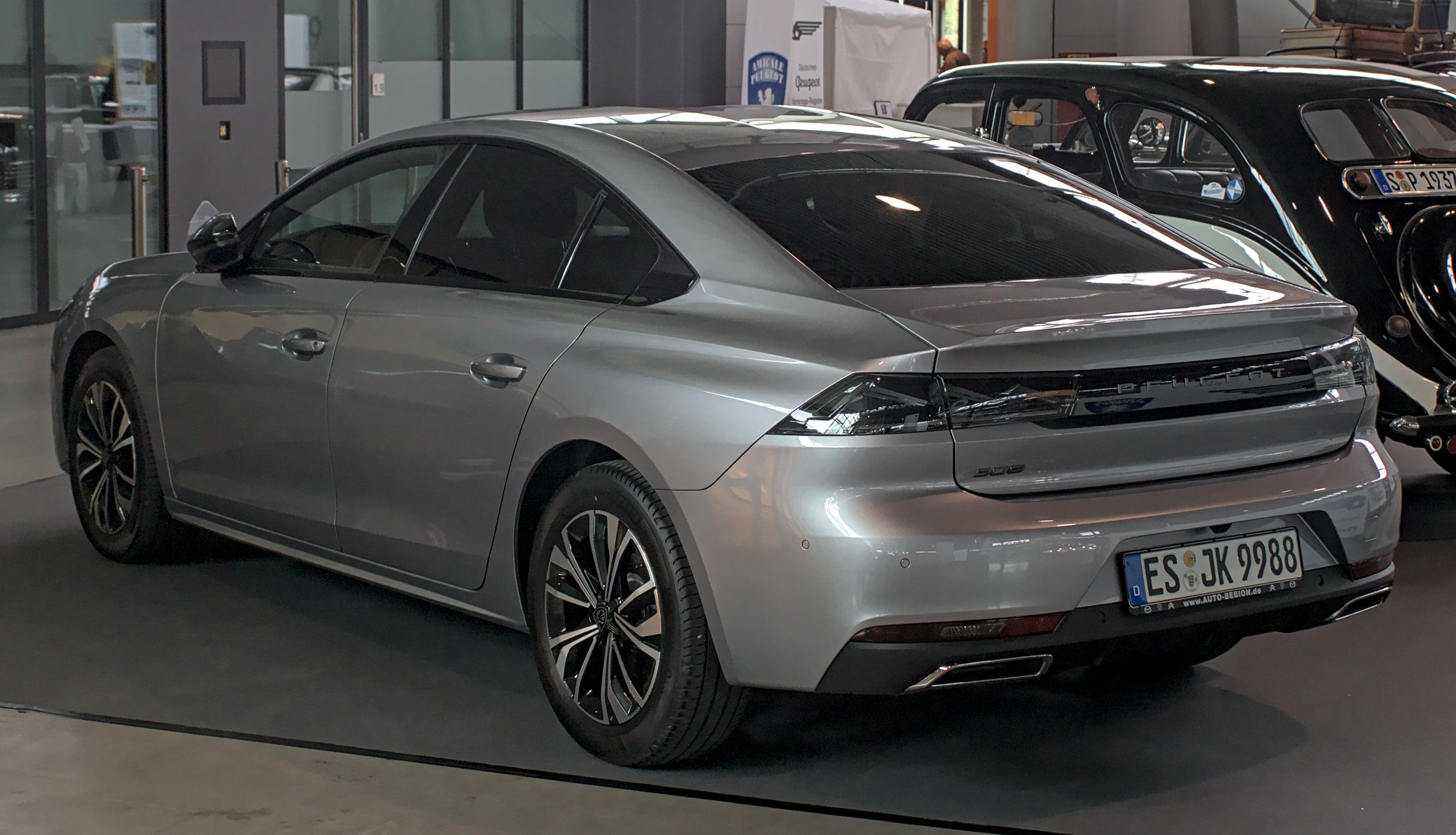
Peugeot 508, Heckansicht
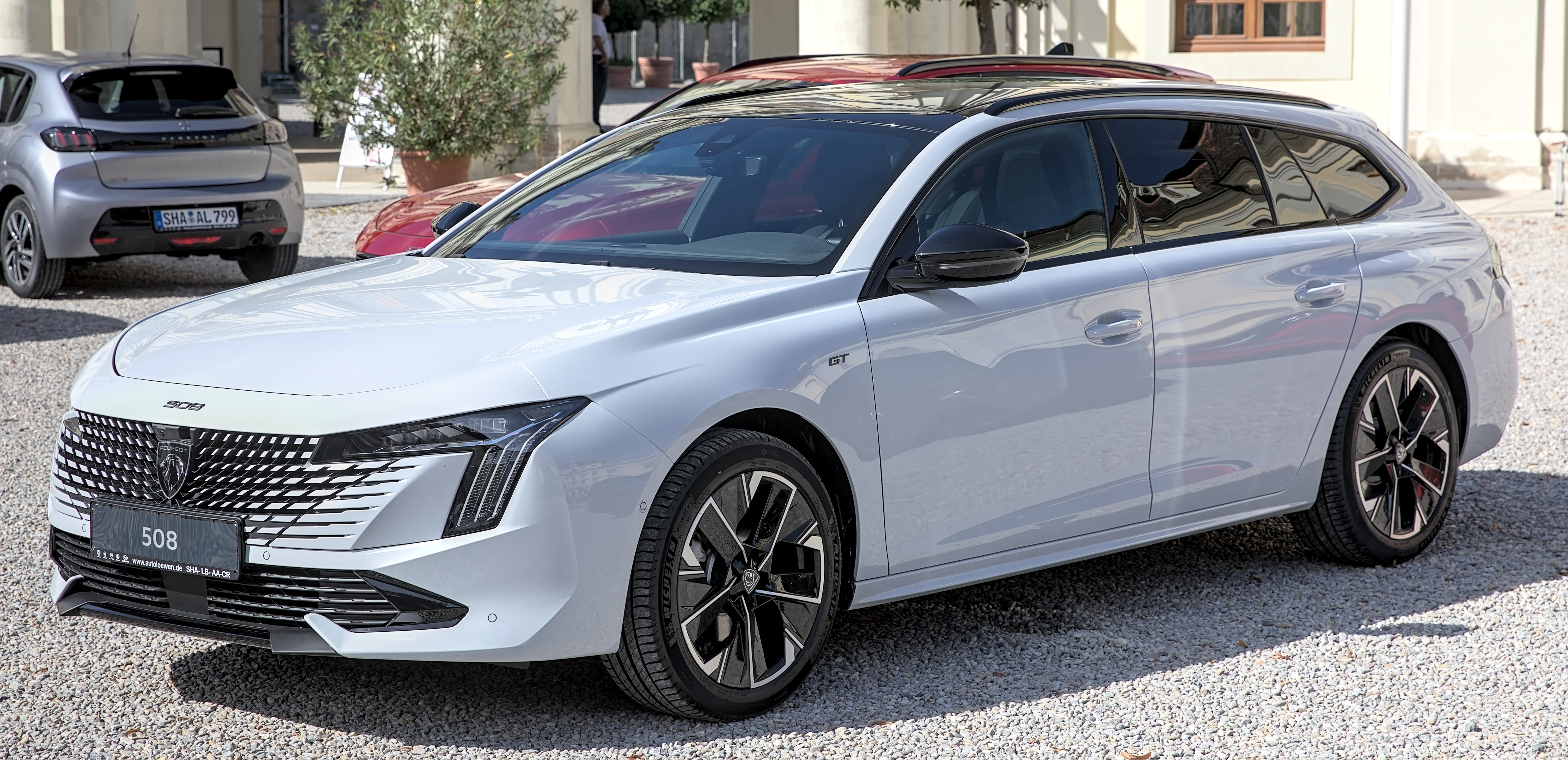
Peugeot 508 SW (2023–2025)
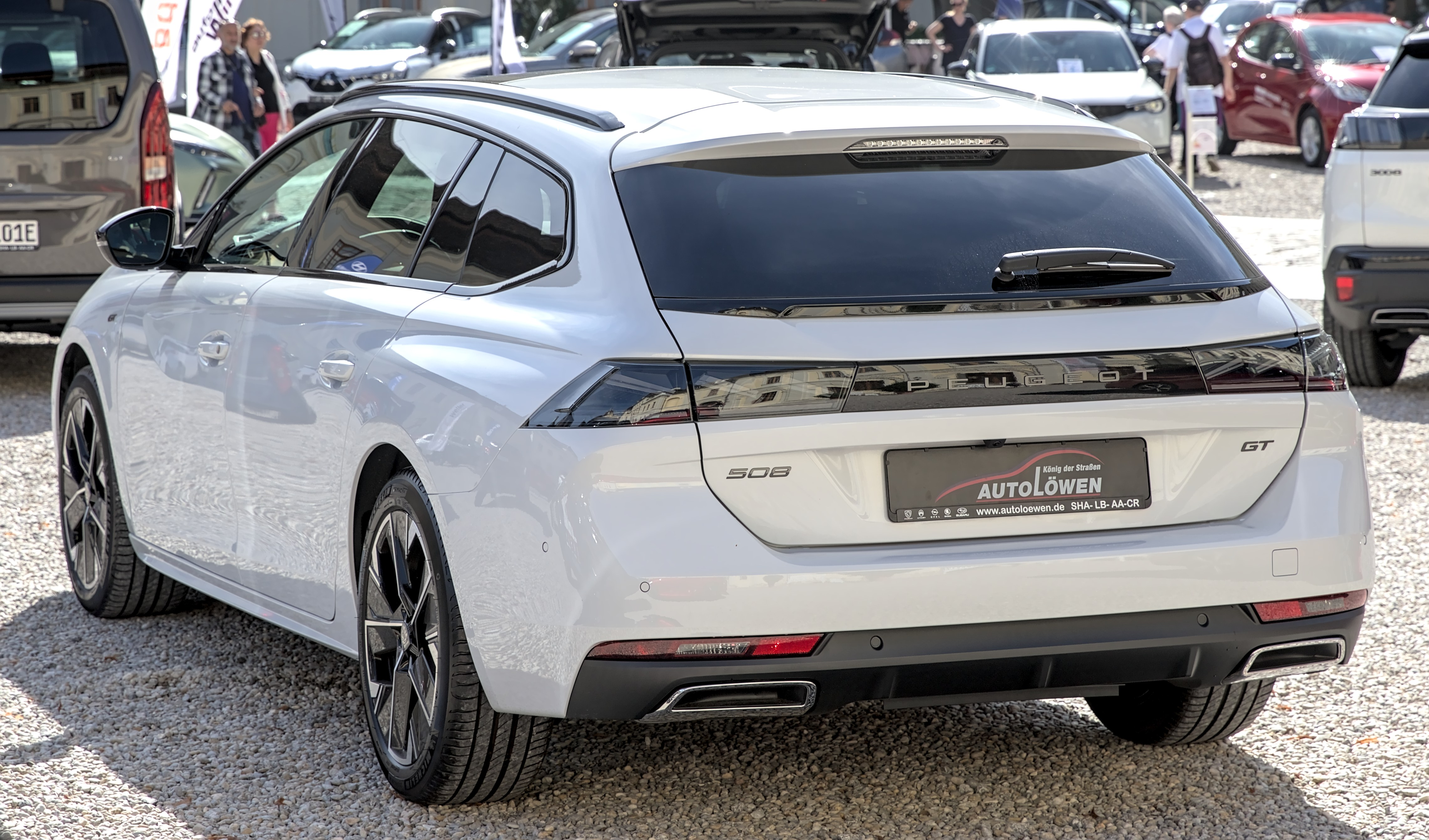
Peugeot 508 SW, Heckansicht
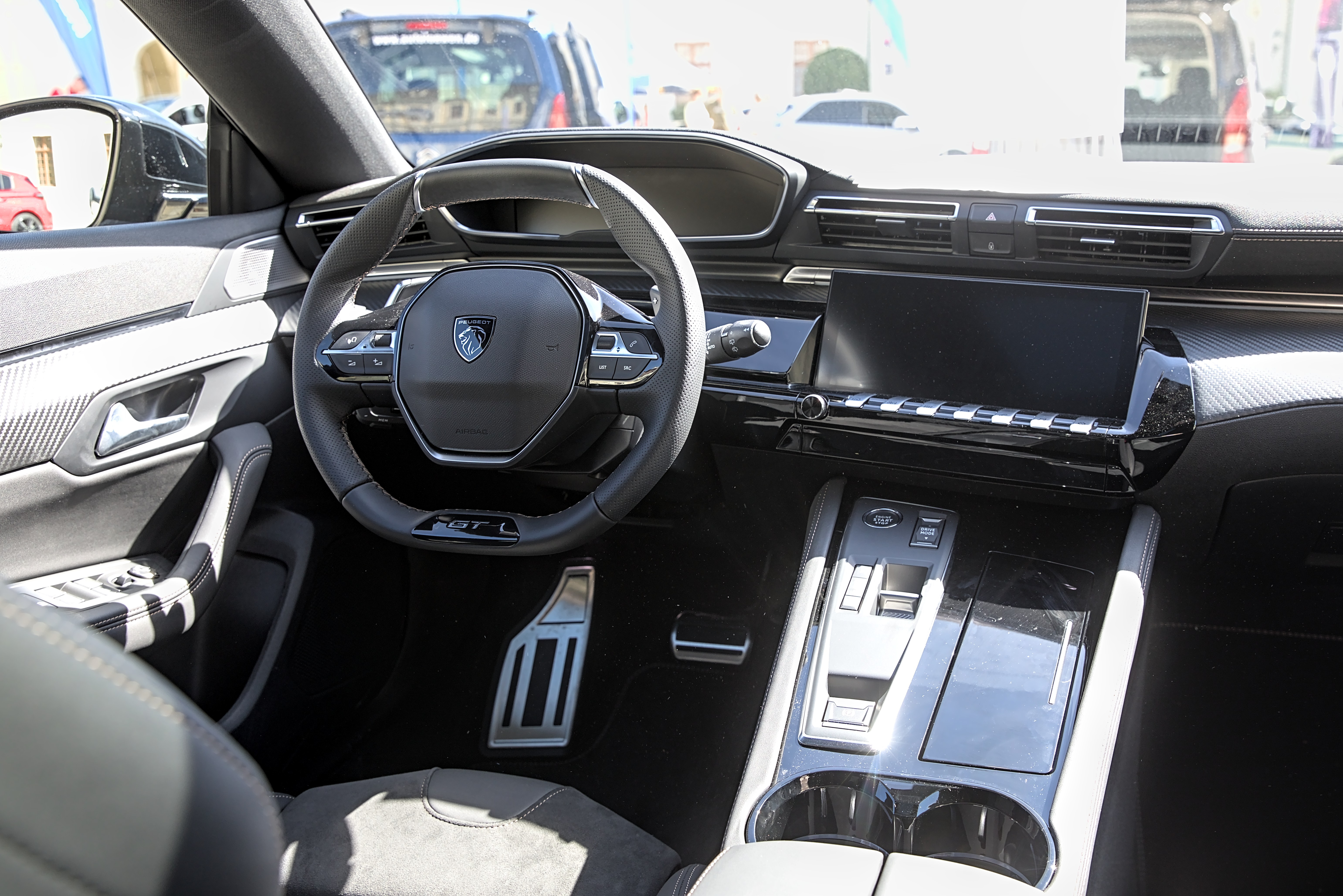
Innenansicht

Auf der Guangzhou Auto Show im November 2018 wurde mit dem Peugeot 508 L eine Langversion der Limousine präsentiert. Diese wird seit Anfang 2019 ausschließlich in Wuhan für den chinesischen Markt produziert.

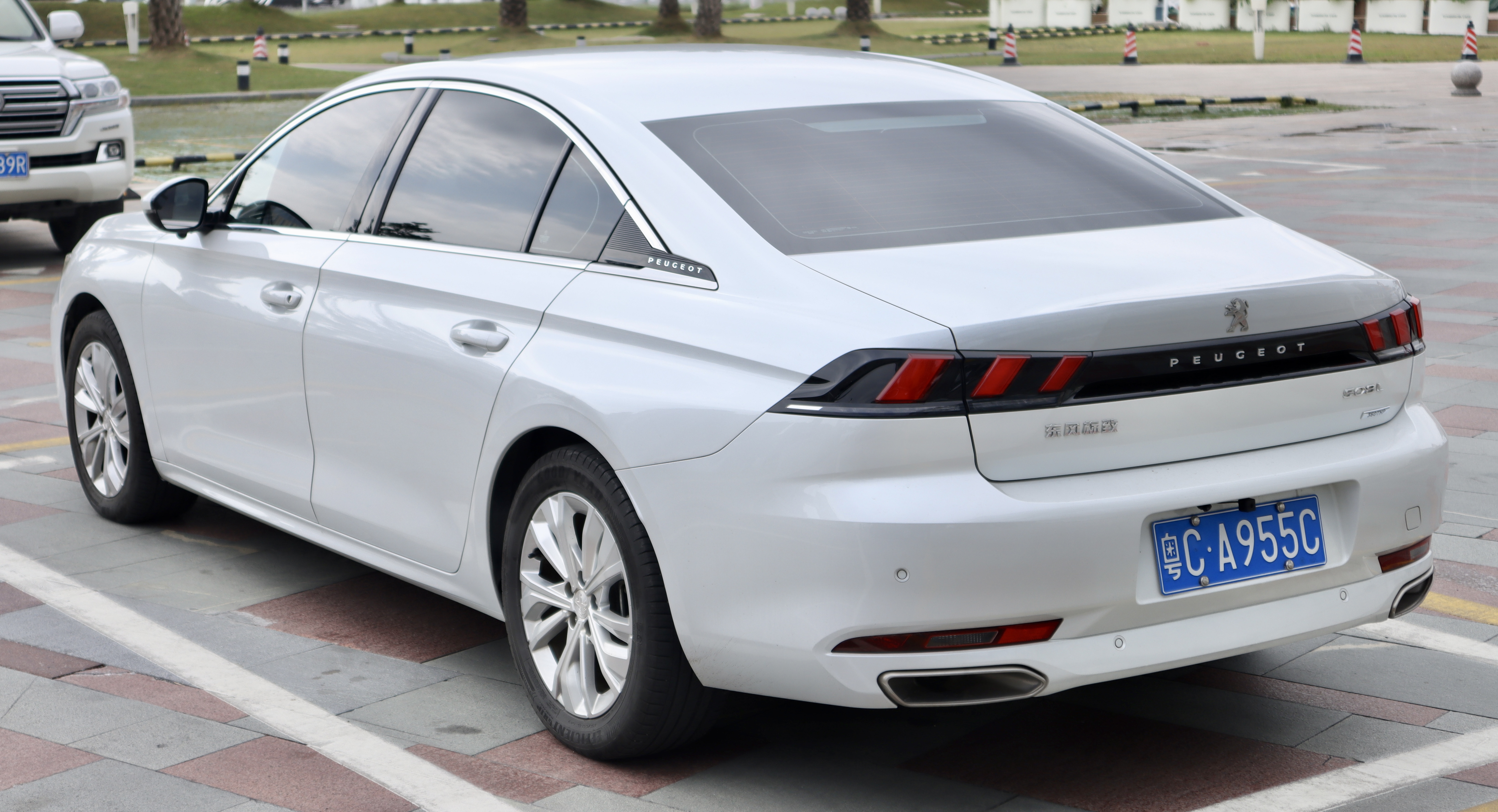
Peugeot 508 L (seit 2019, für China)
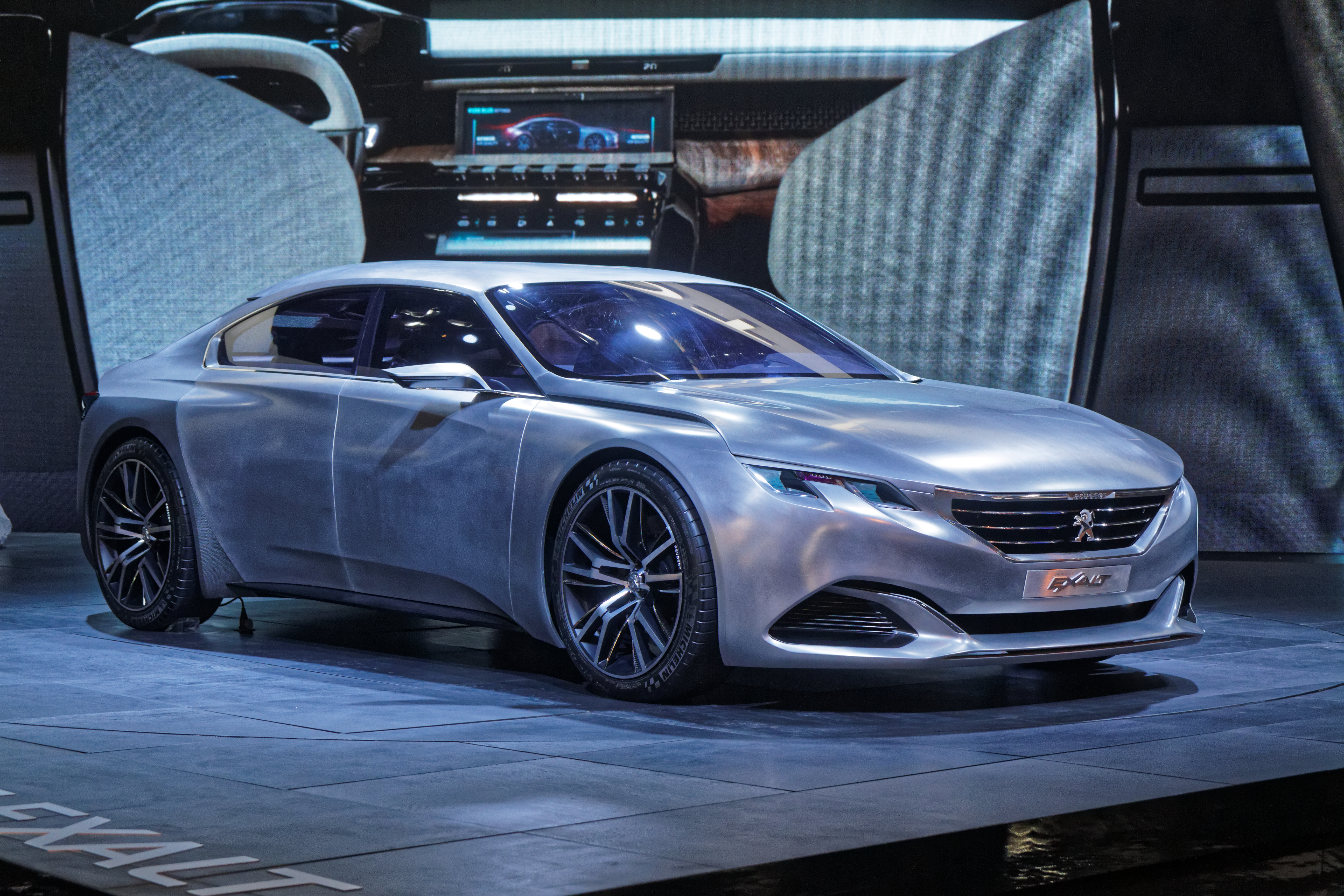
Konzeptfahrzeug Exalt 2014. Lieferte einen ersten Ausblick auf die zweite Generation des Peugeot 508

### Peugeot Sport Engineered 508
Das Konzeptfahrzeug Peugeot Sport Engineered 508 ist ein 294 kW (400 PS) leistender Plug-in-Hybrid, der im März 2019 auf dem 89. Genfer Auto-Salon vorgestellt wurde. Es hat einen 147 kW (200 PS) starken Ottomotor und zwei Elektromotoren (vorn 81 kW (110 PS), hinten 147 kW (200 PS)). Auf 100 km/h soll die Limousine in 4,3 Sekunden beschleunigen können. Mit der 11,8-kWh-Batterie soll die Reichweite rein elektrisch etwa 50 Kilometer betragen. Als CO2-Emissionen werden nach WLTP 49 g/km genannt. Seine Karosserie wurde mit Anbauteilen versehen.

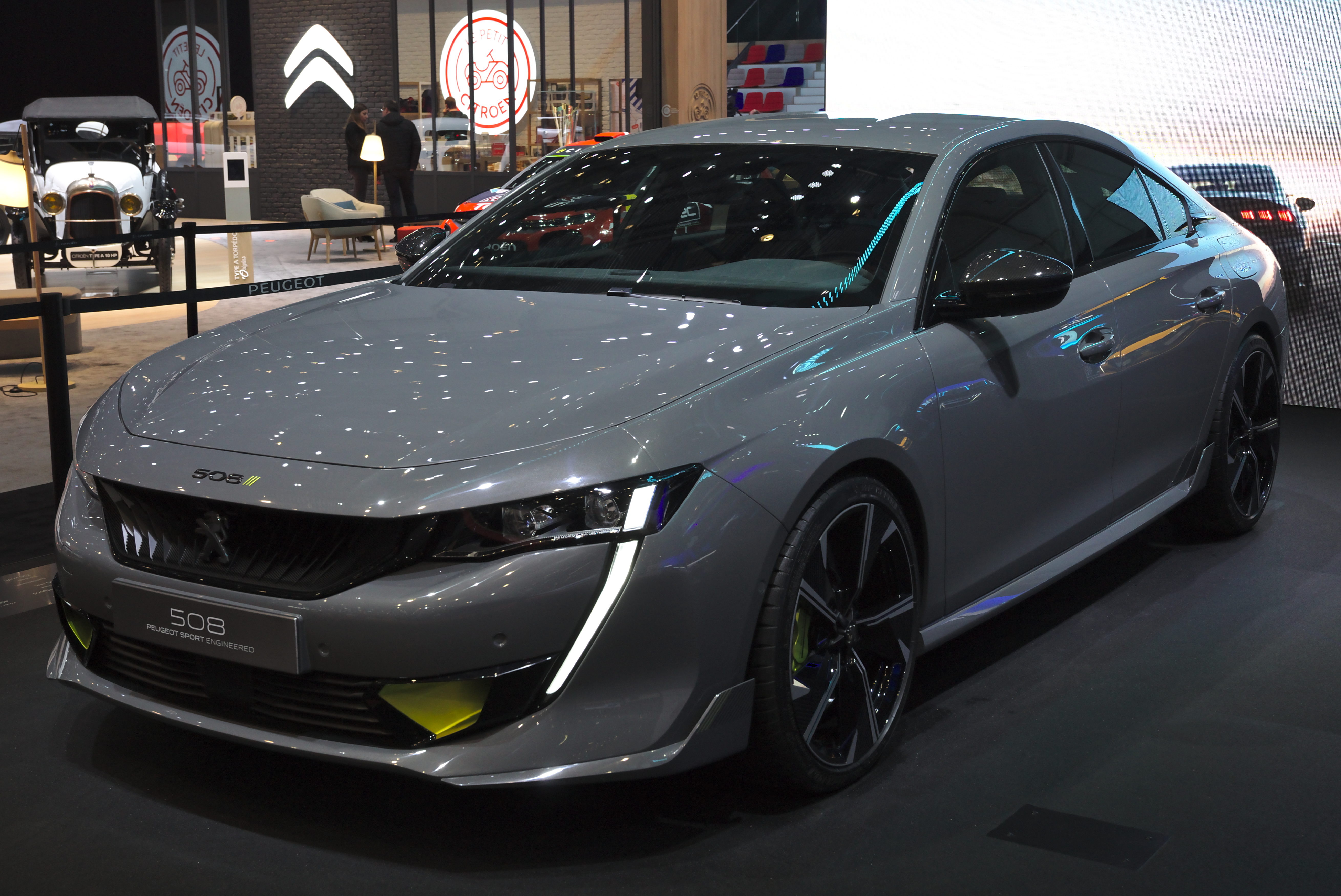
Peugeot Sport Engineered 508, Genfer Auto-Salon 2019
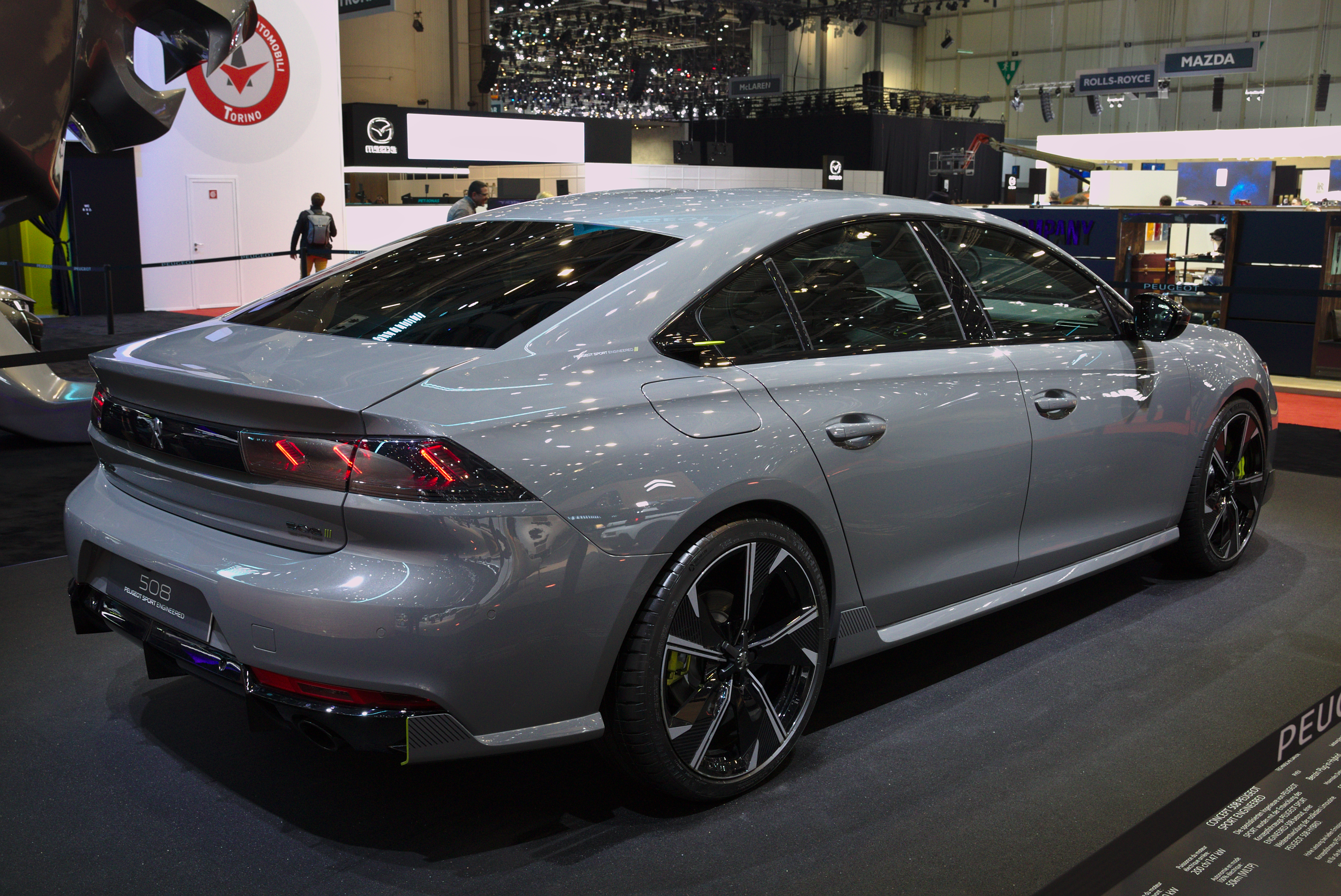
Heckansicht

Das Serienmodell präsentierte der Hersteller im September 2020 als Peugeot 508 PSE. Mit einer Systemleistung von 265 kW (360 PS) ist er das stärkste je in Serie gebaute Fahrzeug von Peugeot.

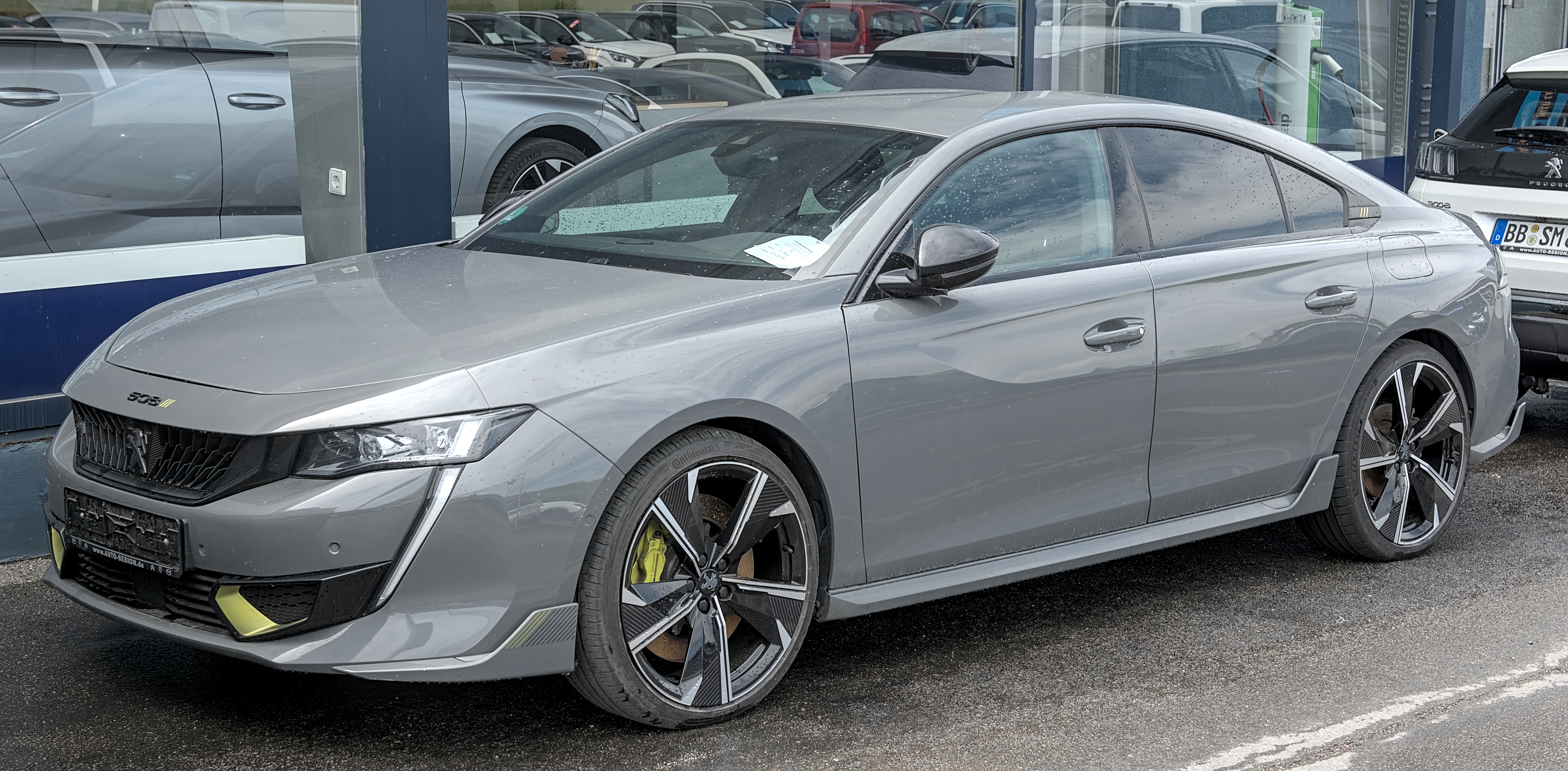
Peugeot 508 PSE (2020–2023)
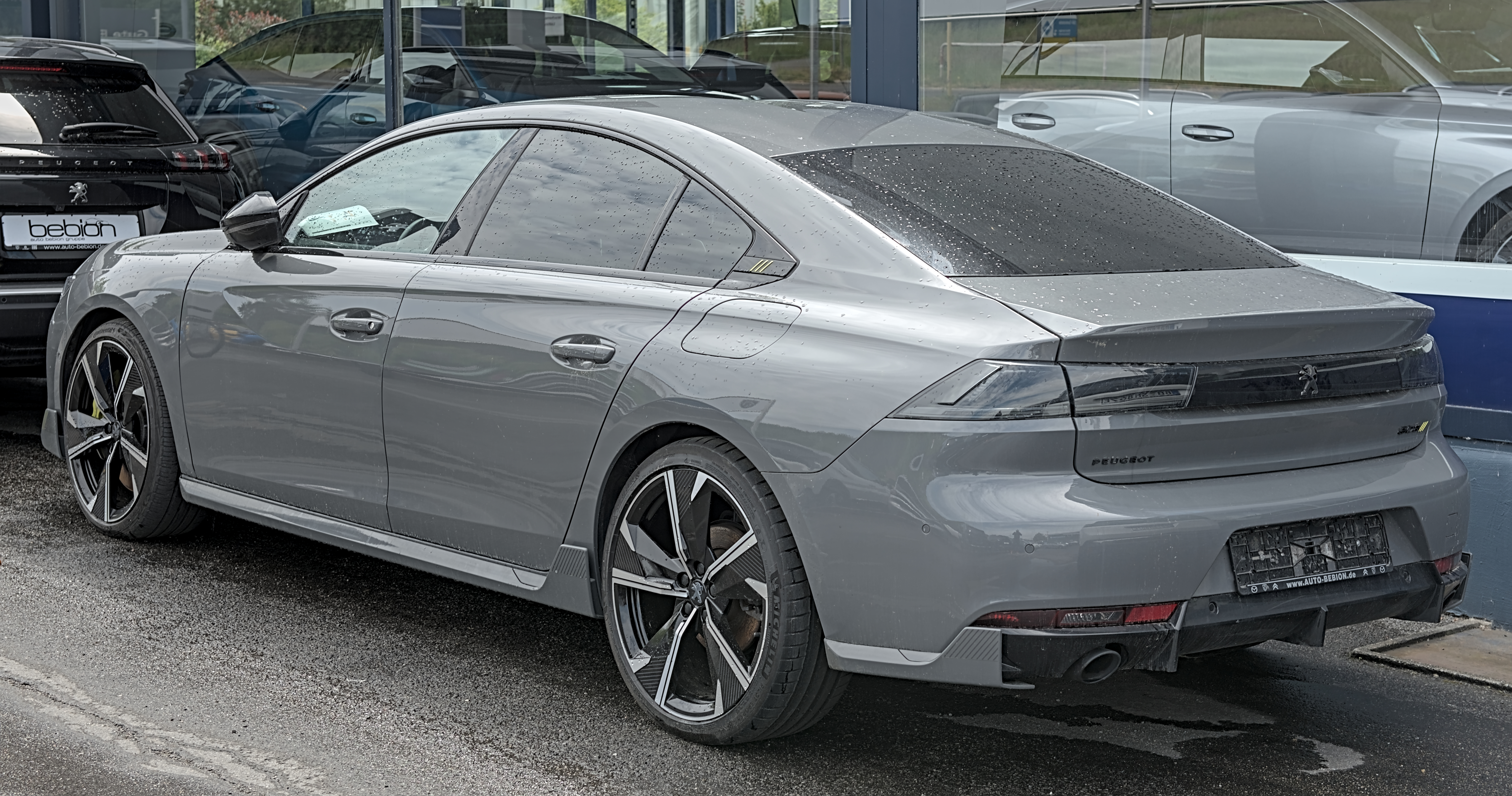
Heckansicht
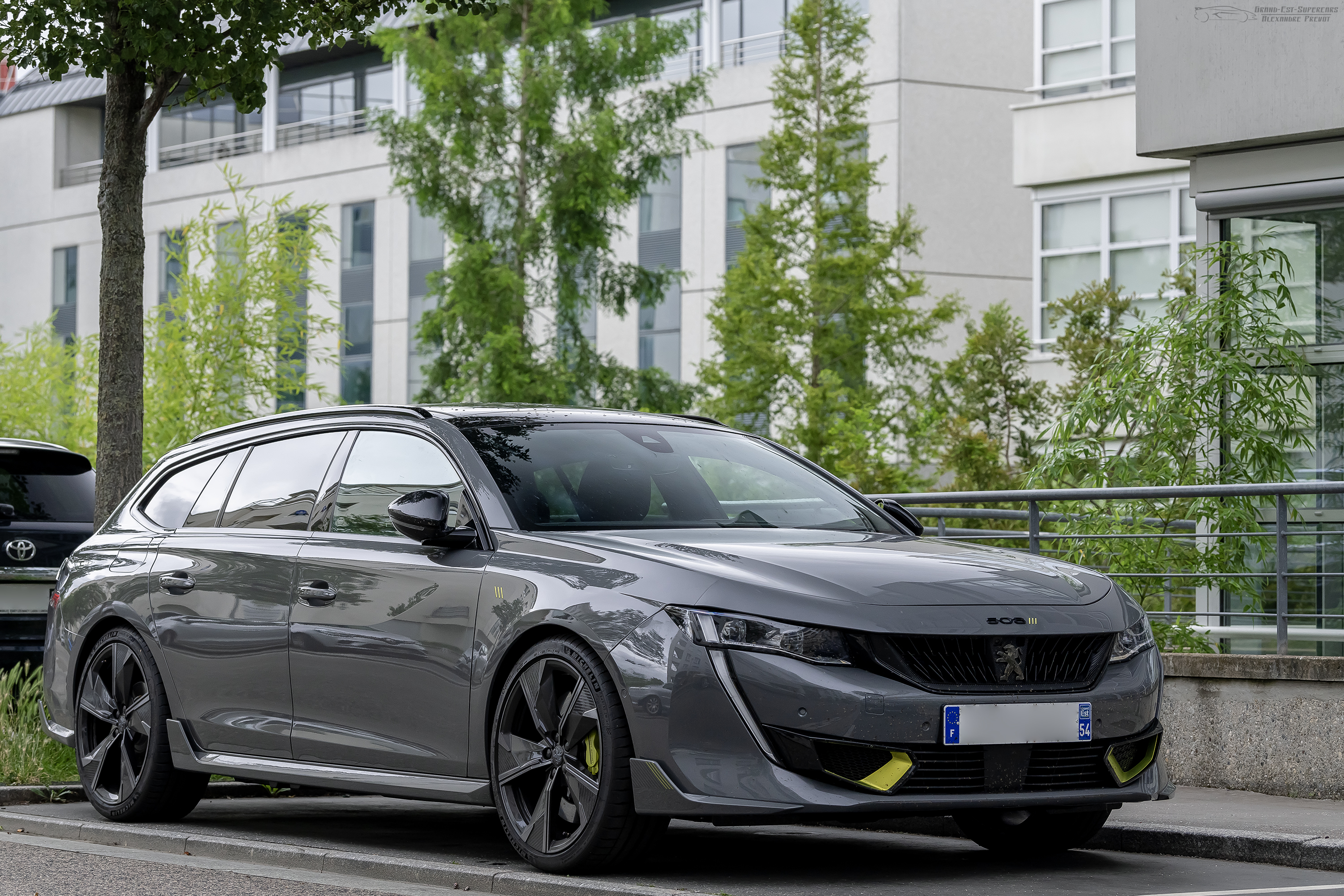
Peugeot 508 SW PSE (2020–2023)
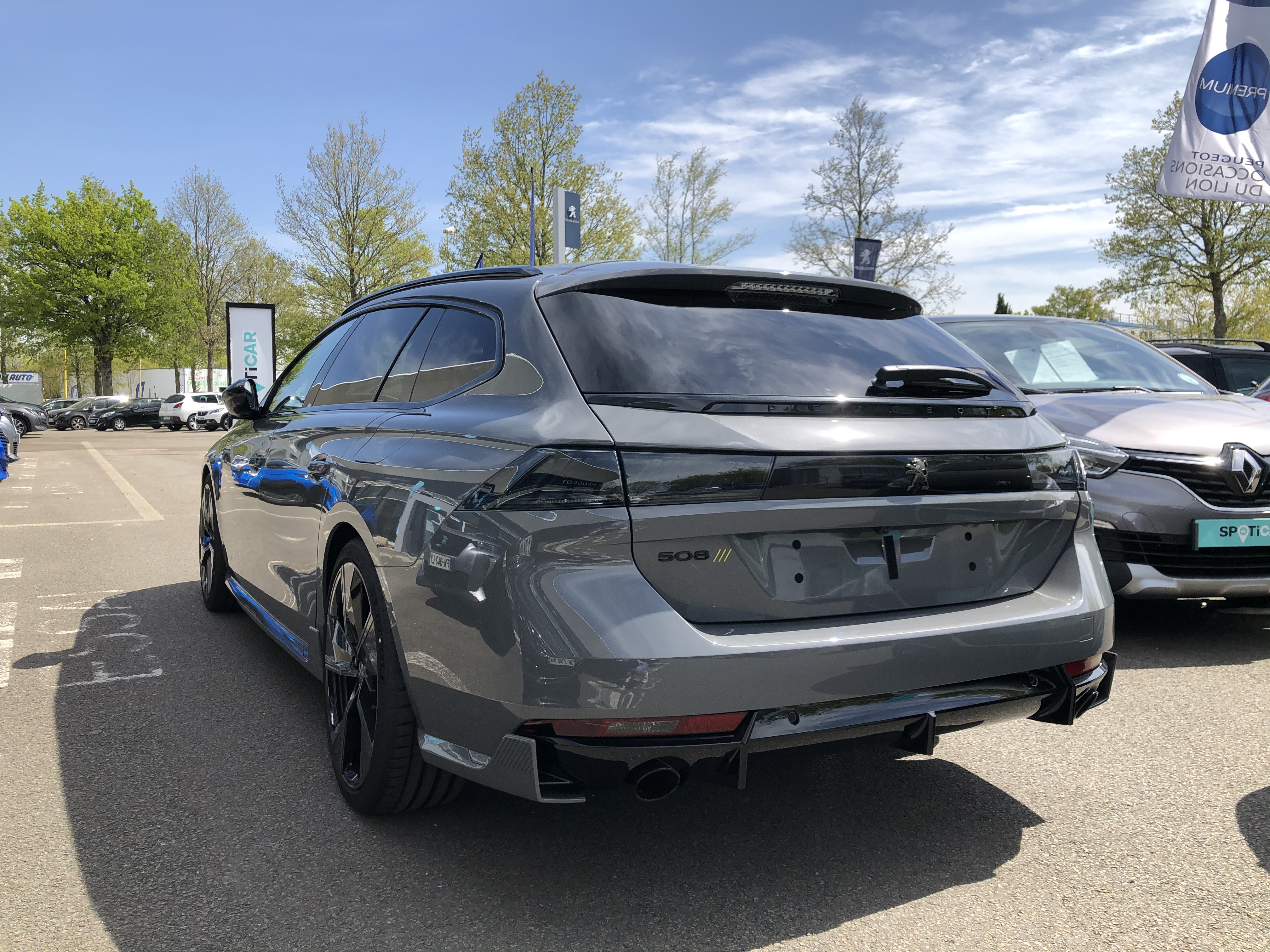
Heckansicht
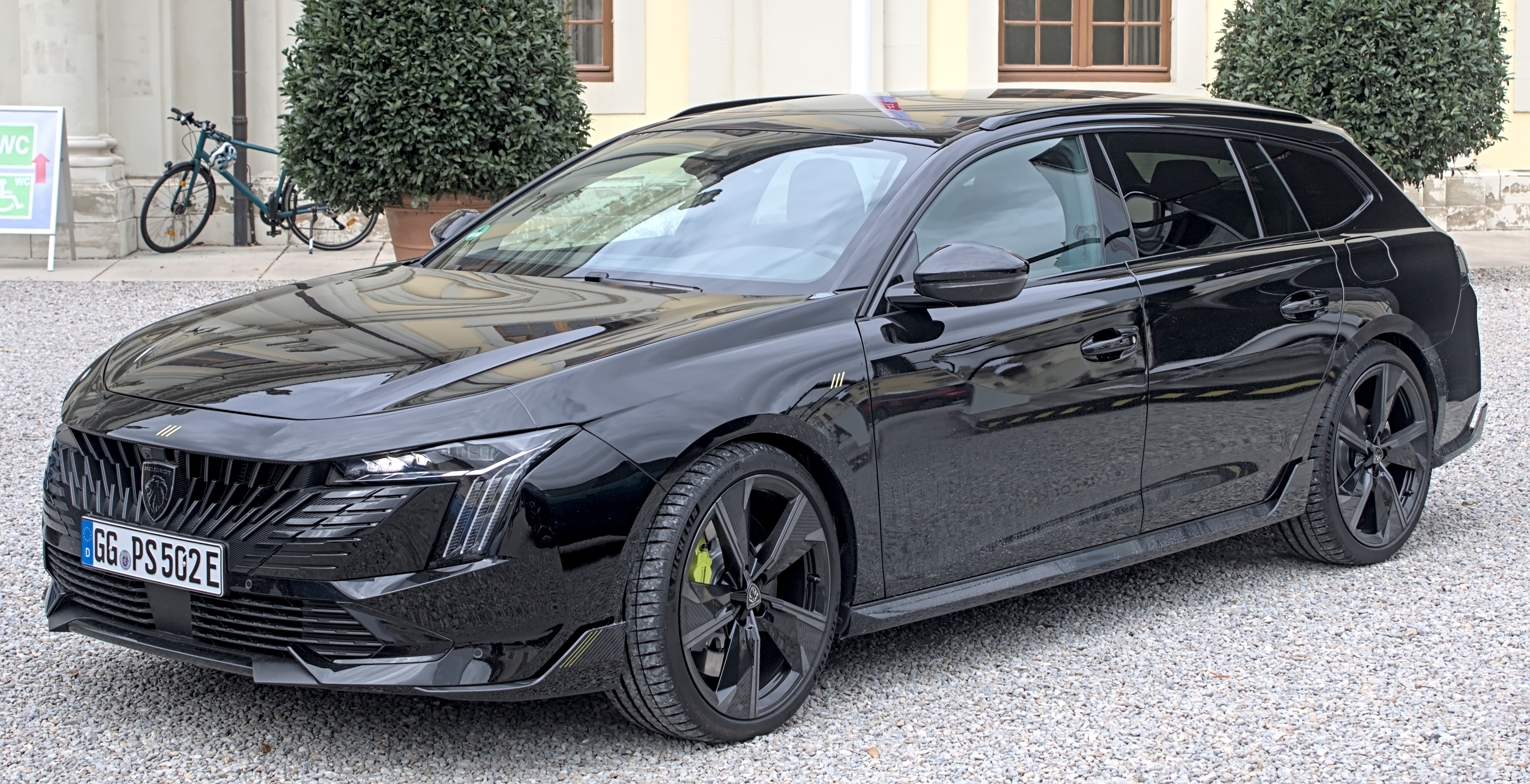
Peugeot 508 SW PSE (seit 2023)
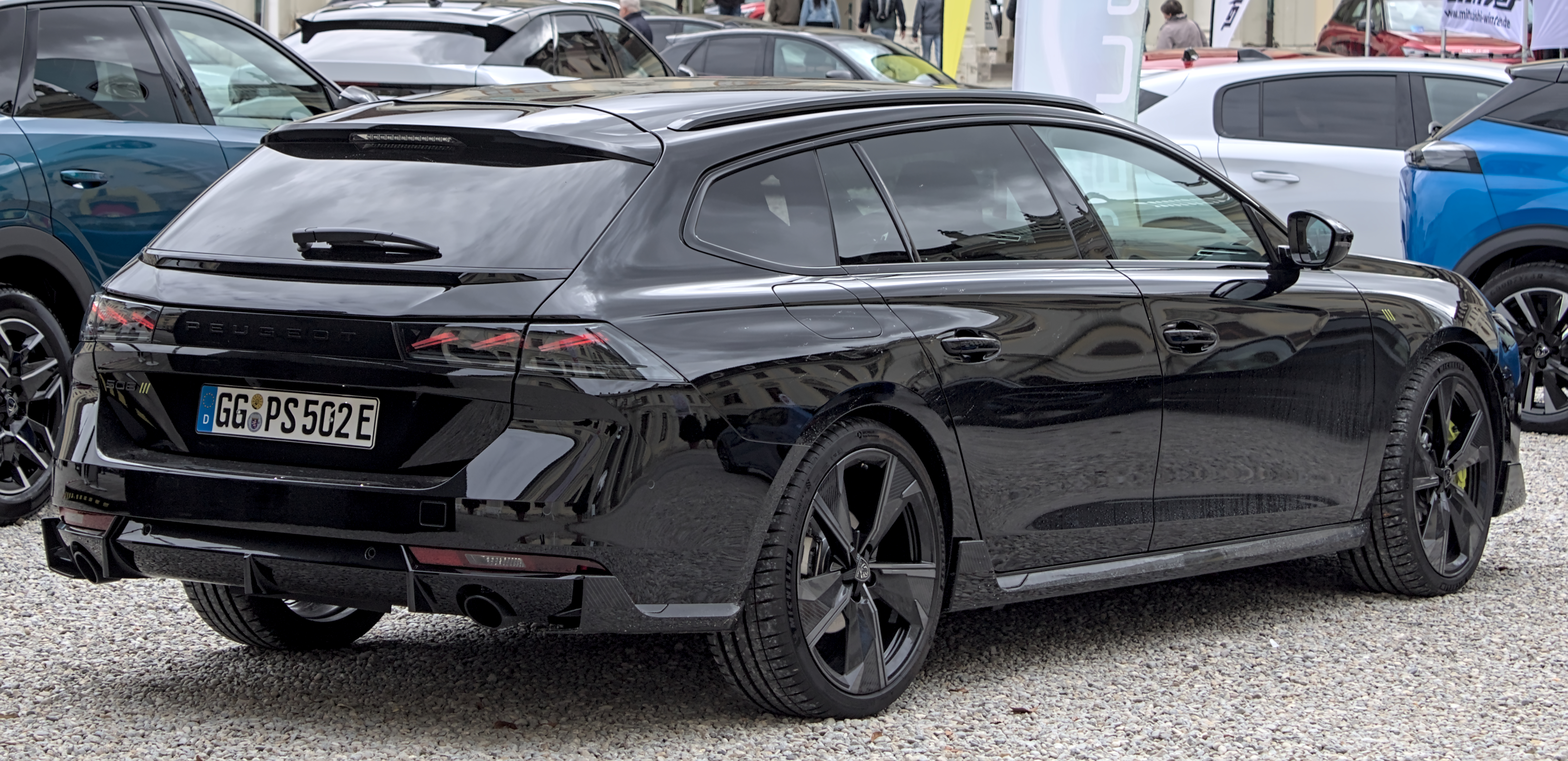
Heckansicht

## Karosserie
Die Frontscheinwerfer der zweiten Generation des Peugeot 508 sind tief in die Karosserie integriert, um bei einem leichten Unfall Beschädigungen zu vermeiden. Aus dem gleichen Grund sind die Heckleuchten weit über dem hinteren Stoßfänger platziert. Zum Einsparen von Gewicht bestehen die Motorhaube und der Kofferraumdeckel aus Aluminium. Unterhalb der Motorhaube ist wie beim Peugeot 504 die Modellbezeichnung angebracht.

## Technik
Wie unter anderem der Peugeot 308 II oder der Opel Grandland baut die zweite Generation des 508 auf der EMP2-Plattform des PSA-Konzerns auf. Der 508 II hat eine Mehrlenkerhinterachse.
Wie auch in anderen Peugeot-Modellen inzwischen üblich, hat der 508 II ein kleines Lenkrad, sodass das Kombiinstrument darüber platziert ist. Außerdem hat der Wagen die neueste Generation des i-Cockpit. In einem Fach in der Mittelkonsole können Smartphones auch kabellos mittels einer induktiven Ladestation geladen werden. Außerdem befinden sich dort zwei USB-Anschlüsse.

## Technische Daten
Zum Marktstart waren für den 508 ein 1,6-Liter-Ottomotor mit 133 kW (181 PS) oder 165 kW (225 PS) und zwei Dieselmotoren erhältlich, die einen Leistungsbereich zwischen 96 kW (131 PS) und 130 kW (177 PS) abdecken. Ab September 2019 gab es eine Variante mit einem 165 kW (225 PS) leistenden Plug-in-Hybrid, der auch im Peugeot 3008 zum Einsatz kam. Die PSE genannte Variante folgte im Oktober 2020. Mit der Modellpflege 2023 kam auch ein schwächerer Plug-in-Hybrid ins Modellprogramm. Ein Allradantrieb war nur für die PSE-Variante vorgesehen, alle anderen Varianten wurden mit Vorderradantrieb angeboten. Bis auf den schwächsten Dieselmotor sind alle Antriebe mit 8-Stufen-Automatikgetriebe ausgerüstet.
| Kenngrößen                                             | 1.2 PureTech                | 1.2 PureTech                | 1.6 PureTech                 | 1.6 PureTech                 | 1.6 PureTech                 | 1.6 PureTech                 | Hybrid 180                       | Hybrid 180                       | Hybrid 225                       | Hybrid 225                       | Hybrid 225                       | Hybrid4 PSE                      | Hybrid4 PSE                      | Hybrid4 PSE                      | 1.5 BlueHDi                         | 1.5 BlueHDi                    | 1.5 BlueHDi                    | 2.0 BlueHDi                    | 2.0 BlueHDi                    | 2.0 BlueHDi                    | 2.0 BlueHDi                    |
| Bestellzeitraum                                        | 10/2020–04/2023             | 04/2023–05/2024             | 10/2018–09/2019              | 09/2019–07/2021              | 10/2018–09/2019              | 09/2019–07/2021              | 04/2023–03/2024                  | 03/2024–05/2025                  | 09/2019–04/2023                  | 04/2023–03/2024                  | 03/2024–05/2025                  | 12/2020–04/2023                  | 04/2023–03/2024                  | 03/2024–05/2025                  | 10/2018–10/2020                     | 10/2020–04/2023                | 04/2023–03/2024                | 10/2018–09/2019                | 09/2019–09/2020                | 10/2018–09/2019                | 09/2019–09/2020                |
| Motorkenndaten                                         |                             |                             |                              |                              |                              |                              |                                  |                                  |                                  |                                  |                                  |                                  |                                  |                                  |                                     |                                |                                |                                |                                |                                |                                |
| Motortyp                                               | R3-Ottomotor                | R3-Ottomotor                | R4-Ottomotor                 | R4-Ottomotor                 | R4-Ottomotor                 | R4-Ottomotor                 | R4-Ottomotor + Elektromotor      | R4-Ottomotor + Elektromotor      | R4-Ottomotor + Elektromotor      | R4-Ottomotor + Elektromotor      | R4-Ottomotor + Elektromotor      | R4-Ottomotor + Elektromotor      | R4-Ottomotor + Elektromotor      | R4-Ottomotor + Elektromotor      | R4-Dieselmotor                      | R4-Dieselmotor                 | R4-Dieselmotor                 | R4-Dieselmotor                 | R4-Dieselmotor                 | R4-Dieselmotor                 | R4-Dieselmotor                 |
| Gemischaufbereitung                                    | Direkteinspritzung          | Direkteinspritzung          | Direkteinspritzung           | Direkteinspritzung           | Direkteinspritzung           | Direkteinspritzung           | Direkteinspritzung               | Direkteinspritzung               | Direkteinspritzung               | Direkteinspritzung               | Direkteinspritzung               | Direkteinspritzung               | Direkteinspritzung               | Direkteinspritzung               | Common-Rail-Direkteinspritzung      | Common-Rail-Direkteinspritzung | Common-Rail-Direkteinspritzung | Common-Rail-Direkteinspritzung | Common-Rail-Direkteinspritzung | Common-Rail-Direkteinspritzung | Common-Rail-Direkteinspritzung |
| Motoraufladung                                         | Turbolader                  | Turbolader                  | Turbolader                   | Turbolader                   | Turbolader                   | Turbolader                   | Turbolader                       | Turbolader                       | Turbolader                       | Turbolader                       | Turbolader                       | Turbolader                       | Turbolader                       | Turbolader                       | Turbolader                          | Turbolader                     | Turbolader                     | Turbolader                     | Turbolader                     | Turbolader                     | Turbolader                     |
| Hubraum                                                | 1199 cm³                    | 1199 cm³                    | 1598 cm³                     | 1598 cm³                     | 1598 cm³                     | 1598 cm³                     | 1598 cm³                         | 1598 cm³                         | 1598 cm³                         | 1598 cm³                         | 1598 cm³                         | 1598 cm³                         | 1598 cm³                         | 1598 cm³                         | 1499 cm³                            | 1499 cm³                       | 1499 cm³                       | 1997 cm³                       | 1997 cm³                       | 1997 cm³                       | 1997 cm³                       |
| max. Leistung                                          | 96 kW (131 PS) bei 5500/min | 96 kW (131 PS) bei 5500/min | 133 kW (181 PS) bei 5500/min | 133 kW (181 PS) bei 5500/min | 165 kW (225 PS) bei 5500/min | 165 kW (225 PS) bei 5500/min | 133 kW (180 PS) bei 6000/min (1) | 133 kW (180 PS) bei 6000/min (1) | 165 kW (225 PS) bei 5500/min (2) | 165 kW (225 PS) bei 6000/min (2) | 165 kW (225 PS) bei 6000/min (2) | 265 kW (360 PS) bei 6000/min (3) | 265 kW (360 PS) bei 6000/min (3) | 265 kW (360 PS) bei 6000/min (3) | 96 kW (131 PS) bei 3750/min         | 96 kW (131 PS) bei 3750/min    | 96 kW (131 PS) bei 3750/min    | 120 kW (163 PS) bei 3750/min   | 120 kW (163 PS) bei 3750/min   | 130 kW (177 PS) bei 3750/min   | 130 kW (177 PS) bei 3750/min   |
| max. Drehmoment                                        | 230 Nm bei 1750/min         | 230 Nm bei 1750/min         | 250 Nm bei 1650/min          | 250 Nm bei 1650/min          | 300 Nm bei 1900/min          | 300 Nm bei 1900/min          | 360 Nm bei 3000/min (4)          | 360 Nm bei 3000/min (4)          | 360 Nm bei 3000/min (4)          | 360 Nm bei 3000/min (4)          | 360 Nm bei 3000/min (4)          | 520 Nm bei 3000/min (5)          | 520 Nm bei 3000/min (5)          | 520 Nm bei 3000/min (5)          | 300 Nm bei 1750/min                 | 300 Nm bei 1750/min            | 300 Nm bei 1750/min            | 400 Nm bei 2000/min            | 400 Nm bei 2000/min            | 400 Nm bei 2000/min            | 400 Nm bei 2000/min            |
| Kraftübertragung                                       |                             |                             |                              |                              |                              |                              |                                  |                                  |                                  |                                  |                                  |                                  |                                  |                                  |                                     |                                |                                |                                |                                |                                |                                |
| Antrieb, serienmäßig                                   | Vorderradantrieb            | Vorderradantrieb            | Vorderradantrieb             | Vorderradantrieb             | Vorderradantrieb             | Vorderradantrieb             | Vorderradantrieb                 | Vorderradantrieb                 | Vorderradantrieb                 | Vorderradantrieb                 | Vorderradantrieb                 | Allradantrieb                    | Allradantrieb                    | Allradantrieb                    | Vorderradantrieb                    | Vorderradantrieb               | Vorderradantrieb               | Vorderradantrieb               | Vorderradantrieb               | Vorderradantrieb               | Vorderradantrieb               |
| Getriebe, serienmäßig                                  | 8-Stufen-Automatikgetriebe  | 8-Stufen-Automatikgetriebe  | 8-Stufen-Automatikgetriebe   | 8-Stufen-Automatikgetriebe   | 8-Stufen-Automatikgetriebe   | 8-Stufen-Automatikgetriebe   | 8-Stufen-Automatikgetriebe       | 8-Stufen-Automatikgetriebe       | 8-Stufen-Automatikgetriebe       | 8-Stufen-Automatikgetriebe       | 8-Stufen-Automatikgetriebe       | 8-Stufen-Automatikgetriebe       | 8-Stufen-Automatikgetriebe       | 8-Stufen-Automatikgetriebe       | 6-Gang-Schaltgetriebe               | 8-Stufen-Automatikgetriebe     | 8-Stufen-Automatikgetriebe     | 8-Stufen-Automatikgetriebe     | 8-Stufen-Automatikgetriebe     | 8-Stufen-Automatikgetriebe     | 8-Stufen-Automatikgetriebe     |
| Getriebe, optional                                     | –                           | –                           | –                            | –                            | –                            | –                            | –                                | –                                | –                                | –                                | –                                | –                                | –                                | –                                | [8-Stufen-Automatikgetriebe]        | –                              | –                              | –                              | –                              | –                              | –                              |
| Messwerte                                              |                             |                             |                              |                              |                              |                              |                                  |                                  |                                  |                                  |                                  |                                  |                                  |                                  |                                     |                                |                                |                                |                                |                                |                                |
| Höchstgeschwindigkeit, Limousine                       | 204 km/h                    | 213 km/h                    | 230 km/h                     | 225 km/h                     | 250 km/h                     | 248 km/h                     | 230 km/h                         | 230 km/h                         | 240 km/h                         | 240 km/h                         | 240 km/h                         | 250 km/h                         | 250 km/h                         | 250 km/h                         | 208 km/h                            | 208 km/h                       | 208 km/h                       | 230 km/h                       | 230 km/h                       | 235 km/h                       | 235 km/h                       |
| Höchstgeschwindigkeit, SW                              | 204 km/h                    | 208 km/h                    | 226 km/h                     | 225 km/h                     | 246 km/h                     | 248 km/h                     | 230 km/h                         | 230 km/h                         | 240 km/h                         | 240 km/h                         | 240 km/h                         | 250 km/h                         | 250 km/h                         | 250 km/h                         | 208 km/h                            | 208 km/h                       | 208 km/h                       | 226 km/h                       | 226 km/h                       | 231 km/h                       | 231 km/h                       |
| Beschleunigung, 0–100 km/h, Limousine                  | 10,0 s                      | 10,0 s                      | 7,9 s                        | 7,9 s                        | 7,3 s                        | 7,3 s                        | 8,2 s                            | 8,2 s                            | 8,1 s                            | 7,9 s                            | 7,9 s                            | 5,2 s                            | 5,2 s                            | 5,2 s                            | 9,7 s [10,0 s]                      | 10,0 s                         | 11,1 s                         | 8,4 s                          | 8,4 s                          | 8,3 s                          | 8,3 s                          |
| Beschleunigung, 0–100 km/h, SW                         | 10,0 s                      | 10,1 s                      | 8,0 s                        | 8,0 s                        | 7,4 s                        | 7,4 s                        | 8,3 s                            | 8,3 s                            | 8,2 s                            | 8,0 s                            | 8,0 s                            | 5,2 s                            | 5,2 s                            | 5,2 s                            | 9,9 s [10,1 s]                      | 10,1 s                         | 11,4 s                         | 8,5 s                          | 8,5 s                          | 8,4 s                          | 8,4 s                          |
| Kraftstoffverbrauch auf 100 km (kombiniert), Limousine | 4,8–4,9 l Super             | 5,8–6,8 l Super             | 5,4–5,5 l Super              | 5,0–5,1 l Super              | 5,7 l Super                  | 5,3 l Super                  | 1,1–1,3 l Super                  | 1,3–1,6 l Super                  | 1,4–1,5 l Super                  | 1,1–1,3 l Super                  | 1,3–1,6 l Super                  | 1,9 l Super                      | 1,8 l Super                      | 2,0 l Super                      | 3,8–3,9 l Diesel [3,7–3,8 l Diesel] | 3,6–3,8 l Diesel               | 5,0–5,4 l Diesel               | 4,5 l Diesel                   | 4,5 l Diesel                   | 4,7 l Diesel                   | 4,7 l Diesel                   |
| Kraftstoffverbrauch auf 100 km (kombiniert), SW        | 4,8–5,0 l Super             | 6,0–6,5 l Super             | 5,4 l Super                  | 5,1–5,2 l Super              | 5,7 l Super                  | 5,4 l Super                  | 1,2–1,4 l Super                  | 1,5–1,7 l Super                  | 1,4–1,6 l Super                  | 1,2–1,4 l Super                  | 1,4–1,7 l Super                  | 1,9 l Super                      | 1,8 l Super                      | 2,0 l Super                      | 3,8 l Diesel [3,7 l Diesel]         | 3,7–3,8 l Diesel               | 5,2–5,5 l Diesel               | 4,5 l Diesel                   | 4,5–4,6 l Diesel               | 4,7 l Diesel                   | 4,7 l Diesel                   |
| CO2-Emission (kombiniert), Limousine                   | 108–112 g/km                | 131–141 g/km                | 123–125 g/km                 | 114–116 g/km                 | 131 g/km                     | 122 g/km                     | 26–30 g/km                       | 30–37 g/km                       | 32–35 g/km                       | 25–30 g/km                       | 30–37 g/km                       | 42 g/km                          | 40 g/km                          | 45 g/km                          | 101–103 g/km [98–101 g/km]          | 96–99 g/km                     | 131–141 g/km                   | 118–120 g/km                   | 118–120 g/km                   | 124 g/km                       | 124 g/km                       |
| CO2-Emission (kombiniert), SW                          | 110–114 g/km                | 135–146 g/km                | 123 g/km                     | 116–118 g/km                 | 130 g/km                     | 124 g/km                     | 28–32 g/km                       | 33–39 g/km                       | 33–36 g/km                       | 27–32 g/km                       | 33–39 g/km                       | 42 g/km                          | 40 g/km                          | 45 g/km                          | 101 g/km [98 g/km]                  | 97–101 g/km                    | 135–145 g/km                   | 118 g/km                       | 119–122 g/km                   | 124 g/km                       | 124 g/km                       |
| Abgasnorm nach EU-Klassifikation                       | Euro 6d                     | Euro 6d                     | Euro 6d-TEMP                 | Euro 6d                      | Euro 6d-TEMP                 | Euro 6d                      | Euro 6d                          | Euro 6e                          | Euro 6d                          | Euro 6d                          | Euro 6e                          | Euro 6d                          | Euro 6d                          | Euro 6e                          | Euro 6d-TEMP                        | Euro 6d                        | Euro 6d                        | Euro 6d-TEMP                   | Euro 6d                        | Euro 6d-TEMP                   | Euro 6d                        |